# Soběsuky (Chbany)
Soběsuky (německy Sobiesak) jsou malá vesnice, část obce Chbany v okrese Chomutov v Ústeckém kraji. Nachází se asi dva kilometry severně od Chban. Soběsuky leží v katastrálním území Soběsuky nad Ohří o rozloze 2,26 km².

## Název
Slovo suk, které je částí názvu, znamená v přeneseném významu svéhlavého nebo neústupného člověka. V německých variantách bylo zaměněno za slovo Sack (pytel). V historických pramenech se jméno vyskytuje ve tvarech: de Sobesuc (1281), Sobyesuk (1369), v Soběsucích (1477), na Soběsucích (1615), Sobiesak (1699), Sobiesuk (1787) nebo Sobiesuk a Soběsuky (1846).

## Historie

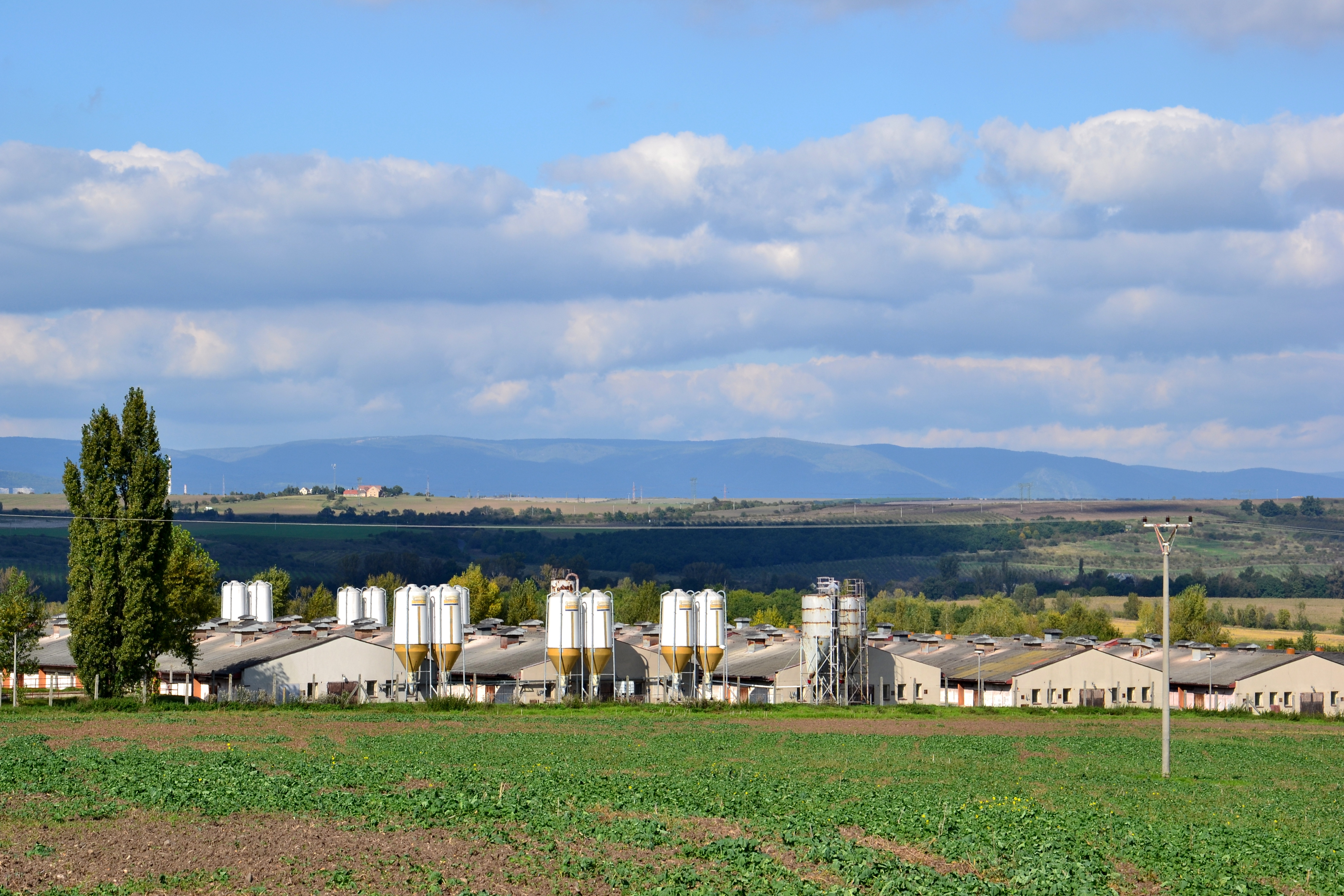
Velkovýkrmna prasat

Rozsáhlý archeologický výzkum prováděný u Soběsuk v letech 1985–1992 prozkoumal rozsáhlé keltské sídliště včetně šedesáti hrobů. Na lokalitě však byla doložena řada dalších kultur od neolitu po dobu hradištní.

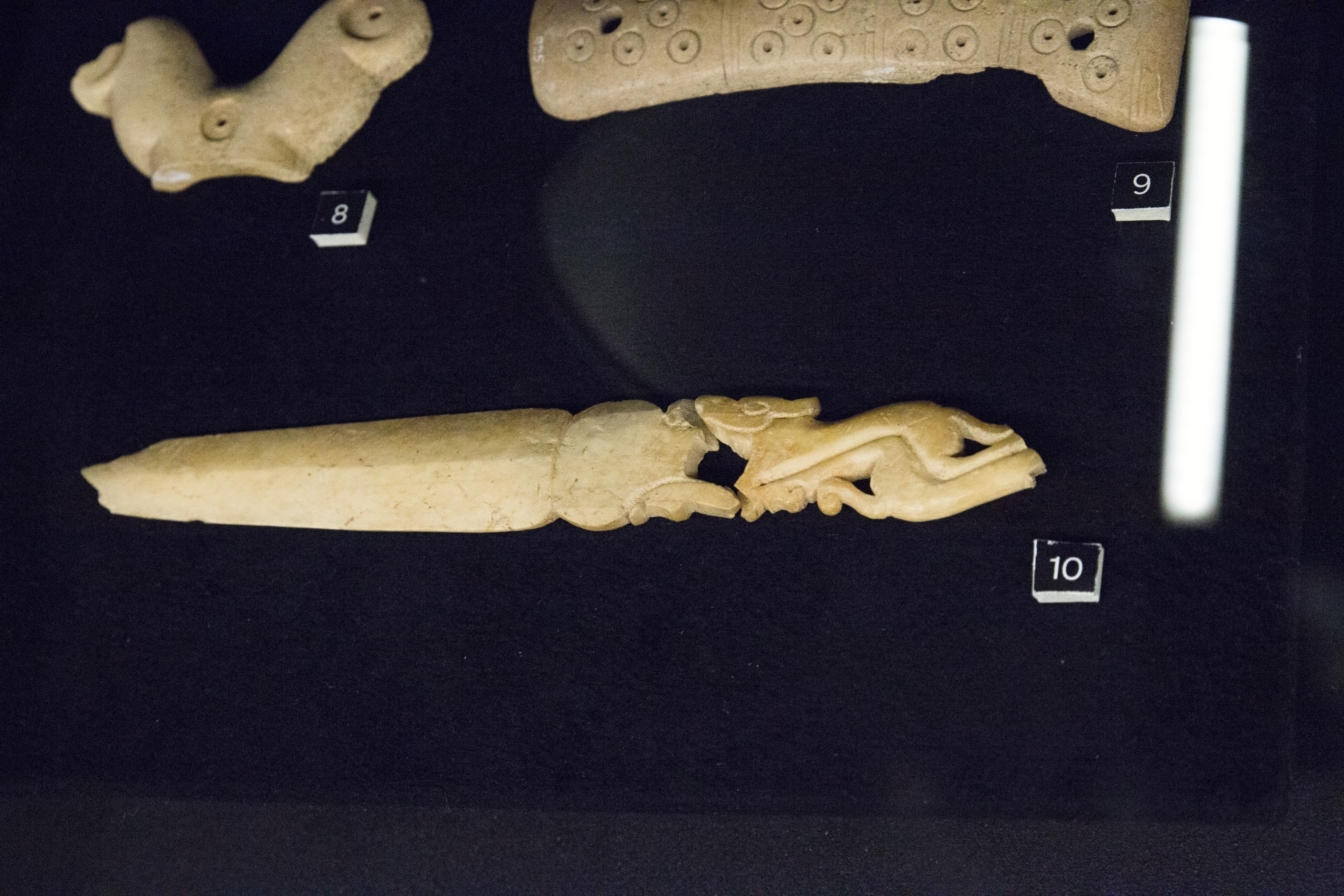
Laténská parohová čepel nože s rukojetí nalezená u Soběsuk

Podle německé vlastivědné literatury z počátku dvacátého století byl soběsucký kostel založen okolo roku 1180 mnichy z valdsaského kláštera. První jistá písemná zmínka pochází až z roku 1281 a nachází se v přídomku Petra ze Soběsuk (Petrus de Sobyesuc). Příslušníci vladyckého rodu ze Soběsuk byli několikrát zmíněni také v průběhu čtrnáctého století. V roce 1407 byla vesnice označená jako zničená a rozbořená.
V patnáctém století vesnici získali Sekerkové ze Sedčic a Beneš Sekerka roku 1477 prodal svou část za patnáct kop grošů měšťanu Křížovi ze Žatce. Majitelé se v dalších letech často střídali a v roce 1547 žateckou část městu zkonfiskoval král Ferdinand I. za účast města na stavovském povstání v roce 1547. Zabavený majetek byl připojen ke statku Číňov, který jako léno získali Krajířové z Krajku. V sedmnáctém století Soběsuky vlastnil Vilém starší Doupovec z Doupova, ale byly mu zabaveny za účast na stavovském povstání v letech 1618–1620. V konfiskačním protokolu je poprvé zmíněna soběsucká tvrz. Zabavený majetek roku 1623 koupil Augustin Schmidt ze Schmidtbachu.

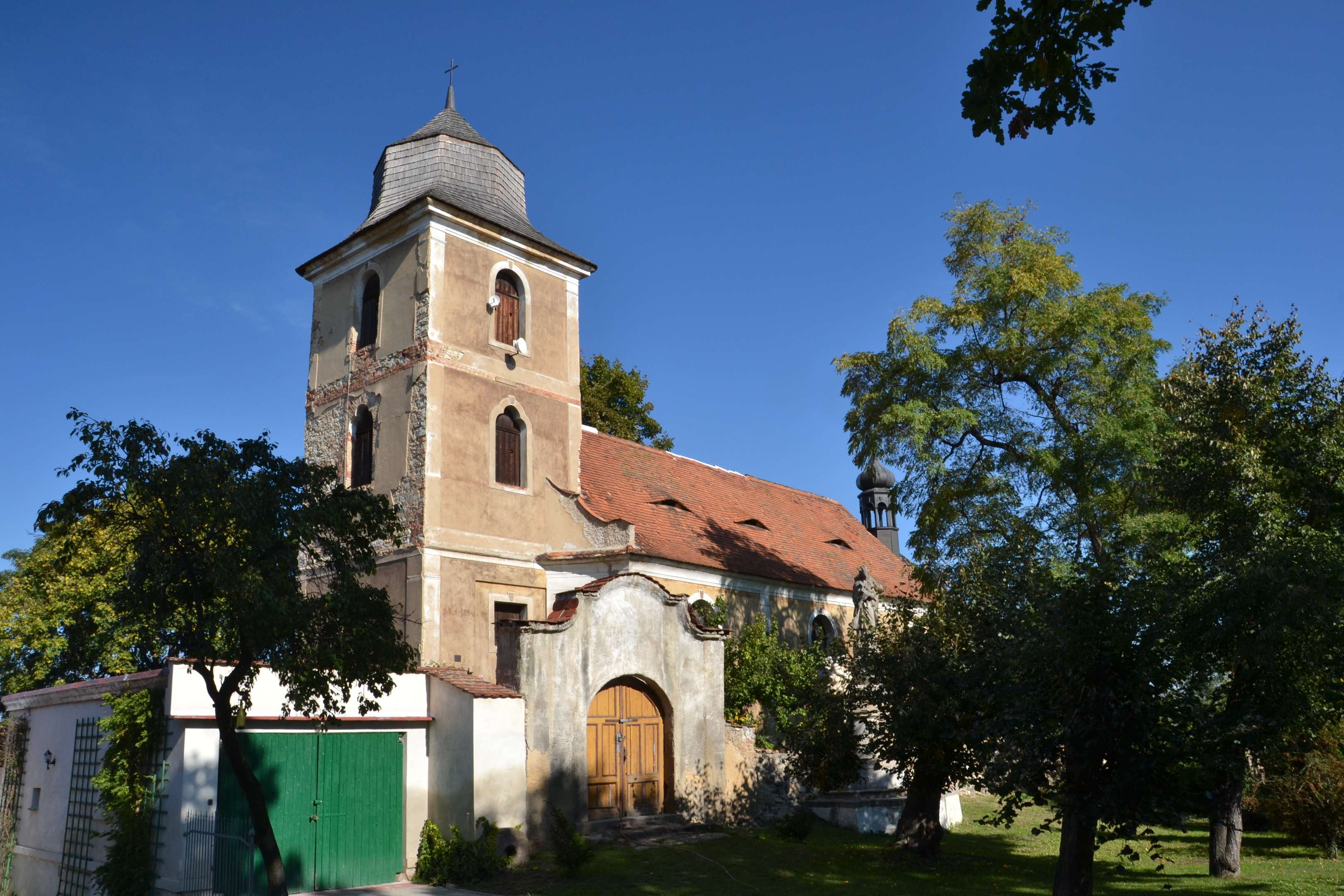
Kostel svatého Martina

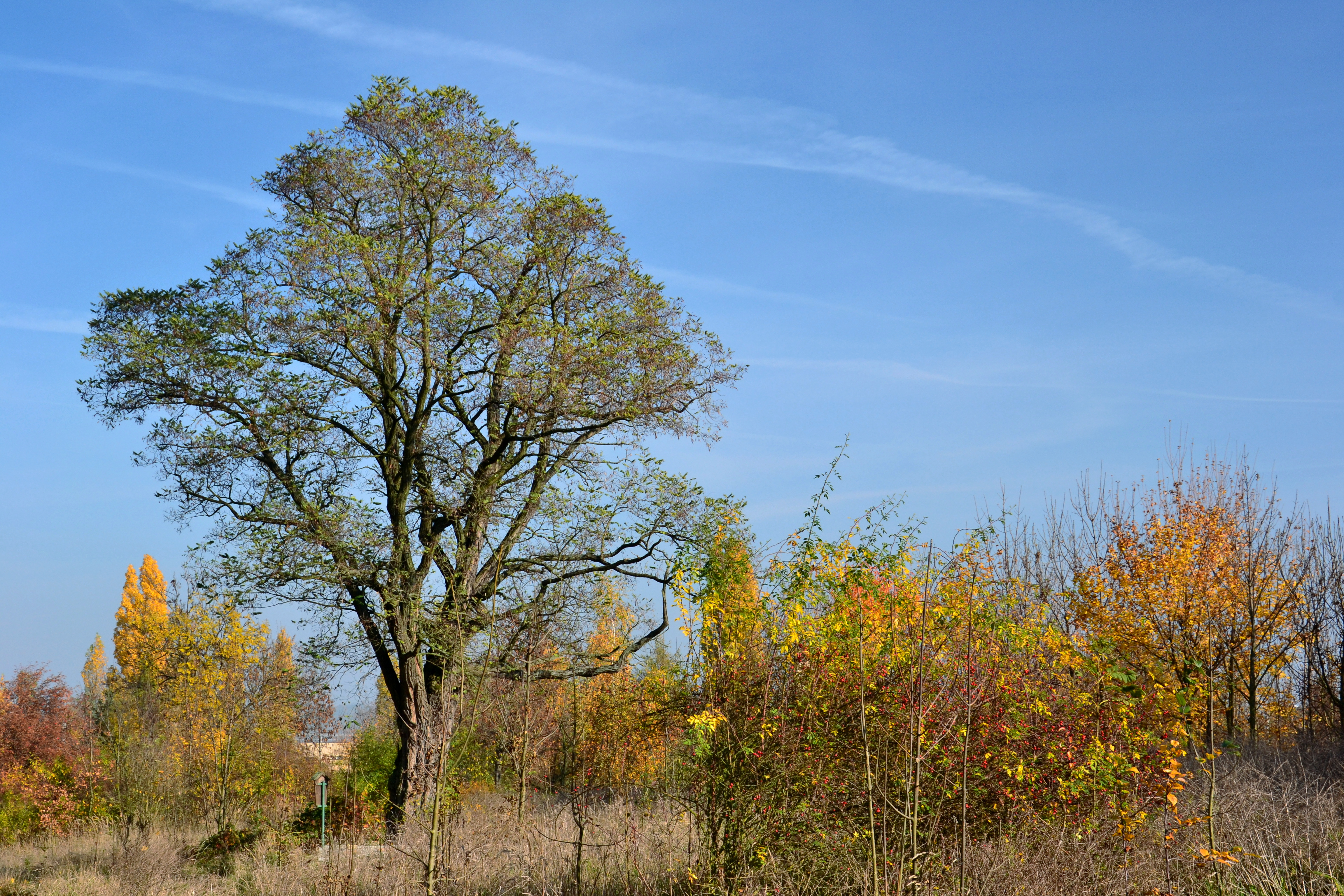
Soběsucký akát roste v blízkosti bývalého zámku

Během třicetileté války Soběsuky zřejmě značně trpěly, protože podle berní ruly z roku 1654 byly nejchudší vesnicí v okolí. Žilo v nich jen osm chalupníků, kteří měli čtyři potahy a dohromady chovali čtrnáct krav, devět jalovic, tři ovce a 26 prasat. Domy byly popsány jako chatrné a lidé se živili také pěstováním žita na kamenitých polích. Přesto byla stará tvrz už v roce 1644 přestavěna svobodným pánem Rajským z Dubnice na zámek. K dalším majitelům statku patřili Klebelsberové z Klebelsbergu, hraběnka Terezie z Pöttingu nebo od roku 1679 Eusebia Polyxena Schmidtová ze Schmidtbachu. V roce 1746 vesnici koupil kadaňský měšťan V. Glaser, jehož p ji vlastnili až do třicátých let devatenáctého století. Od roku 1792 k nim patřil Karel Elster, který mezi Soběsuky a Vikleticemi založil ovocné sady.
Před polovinou osmnáctého století v Soběsukách žil mlynář, který měl v nájmu panský mlýn se dvěma vodními koly. Kromě něj ve vsi pracoval švec, obecní pastýř a pět nádeníků. Podle díla Topographie des Königreiches Böhmen od Jaroslava Schallera stálo ve vsi v roce 1787 26 domů a špitál z roku 1717 pro šest mužů a šest žen.
Nejstarší pokus s těžbou hnědého uhlí u Soběsuk podnikl v roce 1830 Adolf Elster v prostoru za farní zahradou. O dva roky později nechal těžbu zastavit, ale ve třicátých letech devatenáctého století ji obnovil nový majitel panství Karel Leopold Stieber, který otevřel vrchnostenský důl Anna a Karel pojmenovaný po svém zakladateli a jeho manželce. Z hloubky až čtyřicet metrů se v něm těžila 1,2 metru mocná sloj. Po ukončení provozu byl důl později krátce obnoven a v devadesátých letech devatenáctého století definitivně uzavřen. Množství v něm vytěženého uhlí se odhaduje až na 60 tisíc tun. Neúspěšný pokus o těžbu uhlí podnikl roku 1835 zdejší hostinský Trinks. Druhým větším dolem u vesnice byl důl Magdaléna otevřený v letech 1918 až 1922. Třicet metrů hlubokými šachtami se v něm těžily tři sloje mocné 1,3 metru, 1,2 metru a údajně až deset metrů. Před uzavřením v něm pracovalo 150 horníků. Uhlí, kterého se zde vytěžilo až 70 tisíc tun, se odváželo do železniční stanice v Žaboklikách. Posledním dolem byla Viktoria otevřená na konci první světové války v meandru Ohře mezi Soběsuky a Číňovem. Vytěžilo se v něm vytěženo jen několik tisíc tun uhlí.
V devatenáctém století u vesnice fungovaly dvě cihelny, v nichž se vyrábělo 60 tisíc cihel a 20 tisíc tašek ročně. Na břehu Ohře bývaly výnosné chmelnice, které založil hostinský Trinks. Roku 1873 byl zahájen provoz na železniční trati Březno–Žabokliky, na které byla u Soběsuk zřízena zastávka. O šest let později však došlo k sesuvu, který poškodil těleso trati, a provoz na ní byl od 30. června 1879 natrvalo ukončen. Velkostatek patřil Stieberům ještě na počátku dvacátého století. Ve vesnici v té době byly dva obchody, hostinec, obchod se zemědělskými potřebami a živnost provozovala řada řemeslníků.
Po vysídlení Němců z Československa výrazně klesl počet obyvatel vesnice. Na místo Němců se stěhovali volyňští Češi, a v roce 1947 měla vesnice 64 obyvatel. Po rozdělení půdy v Soběsukách žilo jedenáct rolníků, z nichž každý hospodařil v průměru na 12,6 hektarech půdy. Roku 1983 byla otevřena velkovýkrmna prasat a o dva roky později se v katastrálním území začal těžit štěrkopísek. Výkrmna prasat patřila na počátku 21. století firmě Provex. Těžba písku skončila v roce 2000, kdy se přesunula do katastrálního území sousedních Roztyl.

## Obyvatelstvo
Při sčítání lidu v roce 1921 zde žilo 257 obyvatel (z toho 162 mužů), z nichž bylo 32 Čechoslováků, 224 Němců a jeden cizinec. Kromě pěti židů a tří lidí bez vyznání se hlásili k římskokatolické církvi. Podle sčítání lidu z roku 1930 měla vesnice 190 obyvatel: 28 Čechoslováků, 160 Němců a dva cizince. S výjimkou devíti lidí bez vyznání byli členy římskokatolické církve.
|                                                                                 | 1869 | 1880 | 1890 | 1900 | 1910 | 1921 | 1930 | 1950 | 1961 | 1970 | 1980 | 1991 | 2001 | 2011 | 2021 |
| ------------------------------------------------------------------------------- | ---- | ---- | ---- | ---- | ---- | ---- | ---- | ---- | ---- | ---- | ---- | ---- | ---- | ---- | ---- |
| Obyvatelé                                                                       | 221  | 213  | 202  | 193  | 162  | 257  | 190  | 117  | 41   | 63   | 36   | 18   | 20   | 16   | 14   |
| Domy                                                                            | 36   | 38   | 34   | 39   | 36   | 36   | 35   | 29   | —    | 10   | 8    | 5    | 5    | 5    | 7    |
| Počet domů z roku 1961 je zahrnut v celkovém počtu domů místní části Vikletice. |      |      |      |      |      |      |      |      |      |      |      |      |      |      |      |

## Obecní správa

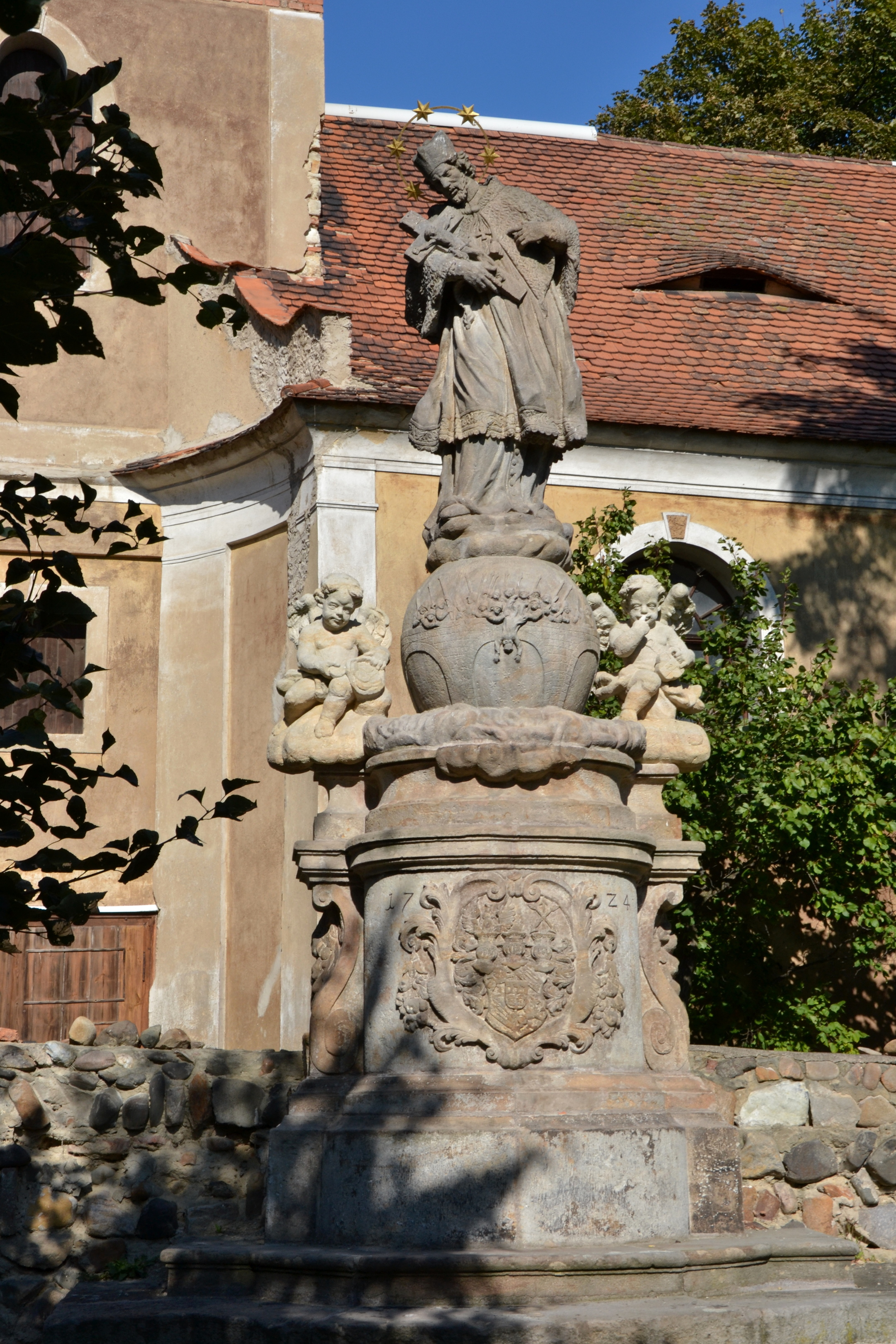
Socha svatého Jana Nepomuckého

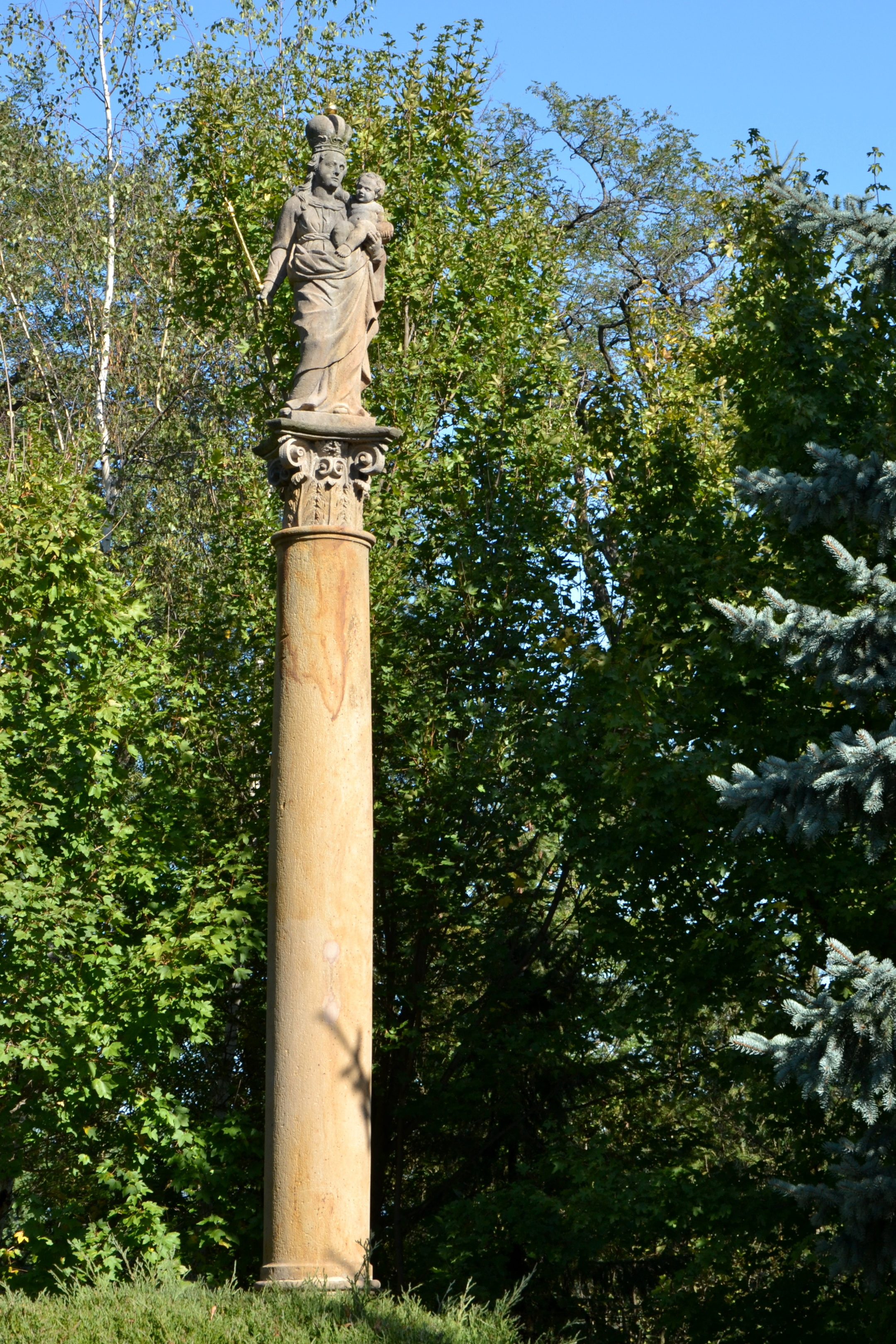
Sloup se sochou Panny Marie

Po zrušení poddanství se Soběsuky staly roku 1850 samostatnou obcí s osadou Vikletice. Jejím prvním starostou byl téhož roku zvolen I. Tobisch z Vikletic. Při sčítání lidu v roce 1869 už k Soběsukám patřily jako osada také Vadkovice. V obecním zastupitelstvu dominovali Němci a Češi v něm získali první zastoupení až ve volbách roku 1929. V roce 1948 obec zanikla a Soběsuky se staly součástí nově zřízené obce Vikletice. Obě vesnice patřily do okresu Žatec, ale při reformě územní správy byly od roku 1960 zařazeny do okresu Chomutov.

## Školství
Nejstarší škola bývala v Soběsukách už před rokem 1623. Učitel je uveden také v roce 1748 v tereziánském katastru. Brzy po druhé světové válce začalo ve škole vyučování, ale s koncem školního roku 1945/1946 byla škola uzavřena a přemístěna do Vikletic. S rostoucím počtem obyvatel však byla soběsucká škola znovu otevřena už v roce 1947 a docházely do ní také děti ze Chban, Přeskak a Roztyl.

## Pamětihodnosti
Jednou z dominant vesnice býval soběsucký zámek postavený na místě starší tvrze v sedmnáctém století. Stával v hospodářském dvoře, který uzavíral západní stranu návsi. Po druhé světové válce budovu využíval státní statek, ale v důsledku zanedbané údržby se na konci šedesátých let dvacátého století zřítily stropy, a v roce 1990 byl zámek zbořen.
Dochovanou stavbou je kostel svatého Martina, jehož barokní podoba je výsledkem přestavby z konce sedmnáctého století. Jižně od kostela se nachází sloup se sochou Panny Marie datovaný letopočtem 1694. Stojí na čtyřhranném soklu položeném na dvou pískovcových stupních. Samotnou sochu Panny Marie s Ježíškem v levé ruce nese hlavice zdobená volutami. U vchodu na bývalý kostelní hřbitov stojí socha svatého Jana Nepomuckého na mohutném půlkulatém soklu, který je na čelní straně zdoben erbem a datován letopočtem 1724. Vlastní socha stojí na velké pískovcové kouli zdobené plastikou svržení Jana z mostu. Vedle koule jsou dva andělé, kteří drží měšec a zámek. Anděl se zámkem si prstem na pravé ruce ukazuje na ústa.
U vesnice rostou dva památné stromy. Poblíž bývalého zámku roste 200 let starý akát s výškou dvacet metrů a obvodem kmene přes 330 centimetrů. Druhým stromem je 400 let starý svatojosevský dub letní v místech zámeckého parku. Strom dosahuje výšky 27 metrů a obvod kmene 130 centimetrů nad zemí měří 525 centimetrů.
U polní cesty do Vikletic býval pomník věnovaný Karlu Elsterovi, který nechali postavit Karel a Anna Stieberovi.